# Кадыротар
Кадыротар (кум. Къадыр-отар) — село в Хасавюртовском районе республики Дагестан, Россия. Входит в состав Адильотарского сельсовета.

## Географическое положение
Село расположено в 21 км к северу от города Хасавюрт.
Ближайшие населённые пункты: на севере — село Адильотар, на юго-западе — село Сиух, на западе — село Чагаротар, на востоке — село Казмааул, на юго-востоку — село Умаротар.

## Население
| 1939 | 1944 | 1959 | 1970 | 1989 | 2002 | 2010 |
| ---- | ---- | ---- | ---- | ---- | ---- | ---- |
| 240  | ↗337 | ↗398 | ↗469 | ↗565 | ↗774 | ↗807 |
| 2021 |      |      |      |      |      |      |
| ↗859 |      |      |      |      |      |      |

По данным Всероссийской переписи населения 2010 года:
| № | Национальность | Численность, чел. | Доля |
| - | -------------- | ----------------- | ---- |
| 1 | чеченцы        | 594               | 74 % |
| 2 | кумыки         | 163               | 20 % |
| 3 | аварцы         | 42                | 5 %  |
| 4 | другие         | 8                 | 1 %  |

## Улицы
Список улиц села:
- улица Ветеранов ВОВ
- улица Бабий Ахмедханова
- улица Умара Кандаурова
- улица Алимсултана Матиева
- улица Умарсолтана Джанаева
- улица Гадаев Магомед-Салах
- улица Шейха Мансура
- улица Кавказская
- улица Абдулгамида Алиева

## Инфраструктура

### Образование
- Муниципальное казённое образовательное учреждение «Кадыротарская средняя общеобразовательная школа»[11]

### Здравоохранение
- Фельдшерско-акушерский пункт с. Кадыротар[12]

### Досуг
- Сельская библиотека[13].